# Колью
Колью — река в России, протекает в Прилузском районе Республики Коми. Устье реки находится в 16 км по левому берегу реки Седка. Длина реки составляет 30 км.
Исток реки в таёжном массиве среди холмов Северных Увалов на северных склонах холма Безымянный (213 м НУМ) в 20 км к югу от села Ношуль. Река в верхнем течении течёт на северо-восток, в нижнем на север. Всё течение проходит по ненаселённому холмистому таёжному массиву. Впадает в Седку в урочище Седка.

## Данные водного реестра
По данным государственного водного реестра России и геоинформационной системы водохозяйственного районирования территории РФ, подготовленной Федеральным агентством водных ресурсов:
- Бассейновый округ — Двинско-Печорский
- Речной бассейн — Северная Двина
- Речной подбассейн — Малая Северная Двина
- Водохозяйственный участок — Юг
- Код водного объекта — 03020100212103000012211